# بردانة أنا (مسلسل)
بردانة أنا مسلسل تلفزيوني لبناني، عرض على شاشة إم تي في اللبنانية في عام 2019، والعمل من إنتاج شركة «أن أم برو» لصاحبها المنتج والمخرج نديم مهنا.

## قصة العمل
يسلط العمل الضوء على مجموعة من المشاكل الاجتماعية، حيث يستعرض قصة موت منال العاصي، وذلك من خلال مجموعة من الظروف والمشاكل الأسرية التي تتناول العنف الأسري.

## الممثلون
- كارين رزق الله - بدور حنين / دانيا.
- بديع أبو شقرا - بدور باسم.
- وسام حنا - بدور زياد حرب.
- رولا حمادة (رلى حمادة) - بدور سميرة.

- جوزيف بو نصار
- نهلة داوود
- أليكو داوود
- جناح فاخوري
- أسعد رشدان
- ميراي بانوسيان
- مارينال سركيس
- شربل زيادة
- جويل حمصي
- شادي ريشا
- جوي سلامة
- جاد أبو علي